# Publieke Werken (roman)
Publieke Werken is een historische roman van Thomas Rosenboom uit 1999, met als belangrijkste locatie twee huisjes die nu nog te zien zijn in de gevel van het Amsterdamse Victoria Hotel. Een andere inspiratiebron was de biografie van de Hoogeveense apotheker Radijs. In 2000 kreeg Rosenboom voor Publieke Werken de Libris Literatuur Prijs toegekend. Publieke Werken werd in 2007 in een door NRC Handelsblad georganiseerde boekverkiezing verkozen onder de 10 beste Nederlandstalige romans aller tijden.

## Intrige

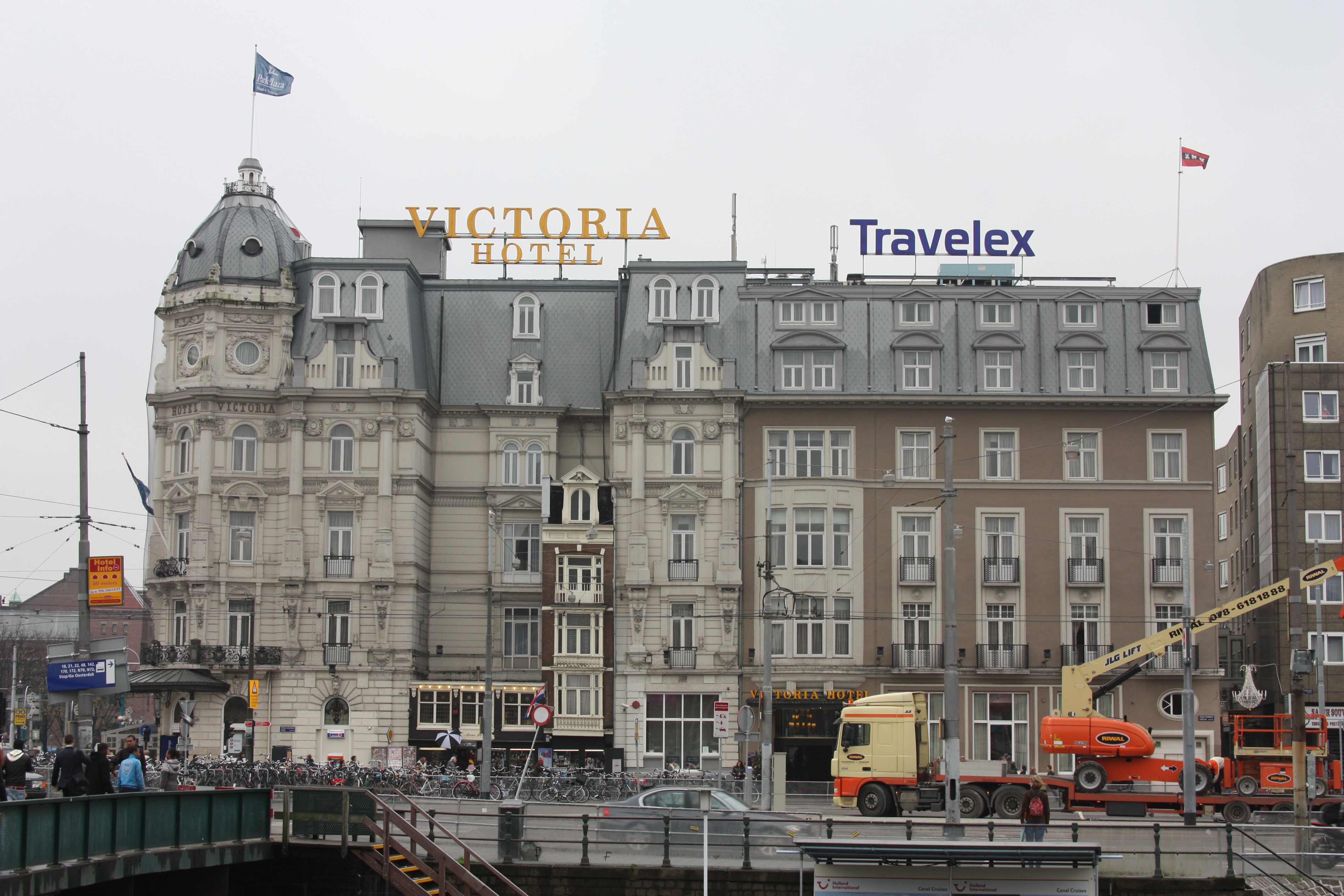
Het Victoria Hotel anno 2009, met het huis van Vedder en het nog kleinere huis van zijn buurman in een inham van het gebouw.

De eerste verhaallijn begint bij de Amsterdamse vioolbouwer, Walter Vedder, die in de krant leest dat een NV Victoria Hotel een groot hotel wil bouwen op de plek waar nu zijn huis  aan de Prins Hendrikkade staat. Onmiddellijk begrijpt hij zijn krachtige onderhandelingspositie: Hij zal uitgekocht moeten worden. Hij krijgt een eerste bod dat veel hoger is dan verwacht: ƒ 20.000. Hij wordt hebzuchtig en houdt vast aan ƒ 50.000, mede namens zijn buurman die hem volmacht verleent. De partijen komen er niet uit en de bouw van het hotel start, na de sloop van de belendende panden. Uiteindelijk wordt om de twee panden heen gebouwd, terwijl Walter dacht dat men figuurlijk niet om hem heen kon.
De tweede verhaallijn start in Hoogeveen, waar Vedders neef, de oude apotheker Christof Anijs de enige apotheker ter plaatse is. Hij en zijn vrouw lijden erg onder het feit dat hun huwelijk kinderloos blijft. Er vestigt zich een tweede apotheker in het dorp, met een nieuw universitair diploma. Als ook nog blijkt dat de jonge apotheker goed kan opschieten met dokter Amshoff, burgemeester Pottinga en dominee Festenhout, die allemaal een universitaire opleiding hebben gehad, voelt Anijs met zijn oude diploma duidelijk dat hij niet meer bij de notabelen van de gemeenschap hoort. Daar komt nog bij dat zijn vrouw de dochter is van de oude apotheker, die wel tot die coterie behoorde. Anijs besluit zijn ambitie te verleggen naar de medemens. Hij trekt er met witte doktersjas op uit en gaat geneesmiddelen uitdelen en diagnoses stellen onder de turfstekers te Elim. Hij vindt dat dokter Amshoff zijn taken schromelijk verwaarloost. Omgekeerd zint de dokter op wraak. De apotheker verricht puncties, deelt receptgeneesmiddelen uit en is noodlottig betrokken met zijn mesje bij een doodgeboren kind. Allemaal zaken die voorbehouden zijn aan een arts.

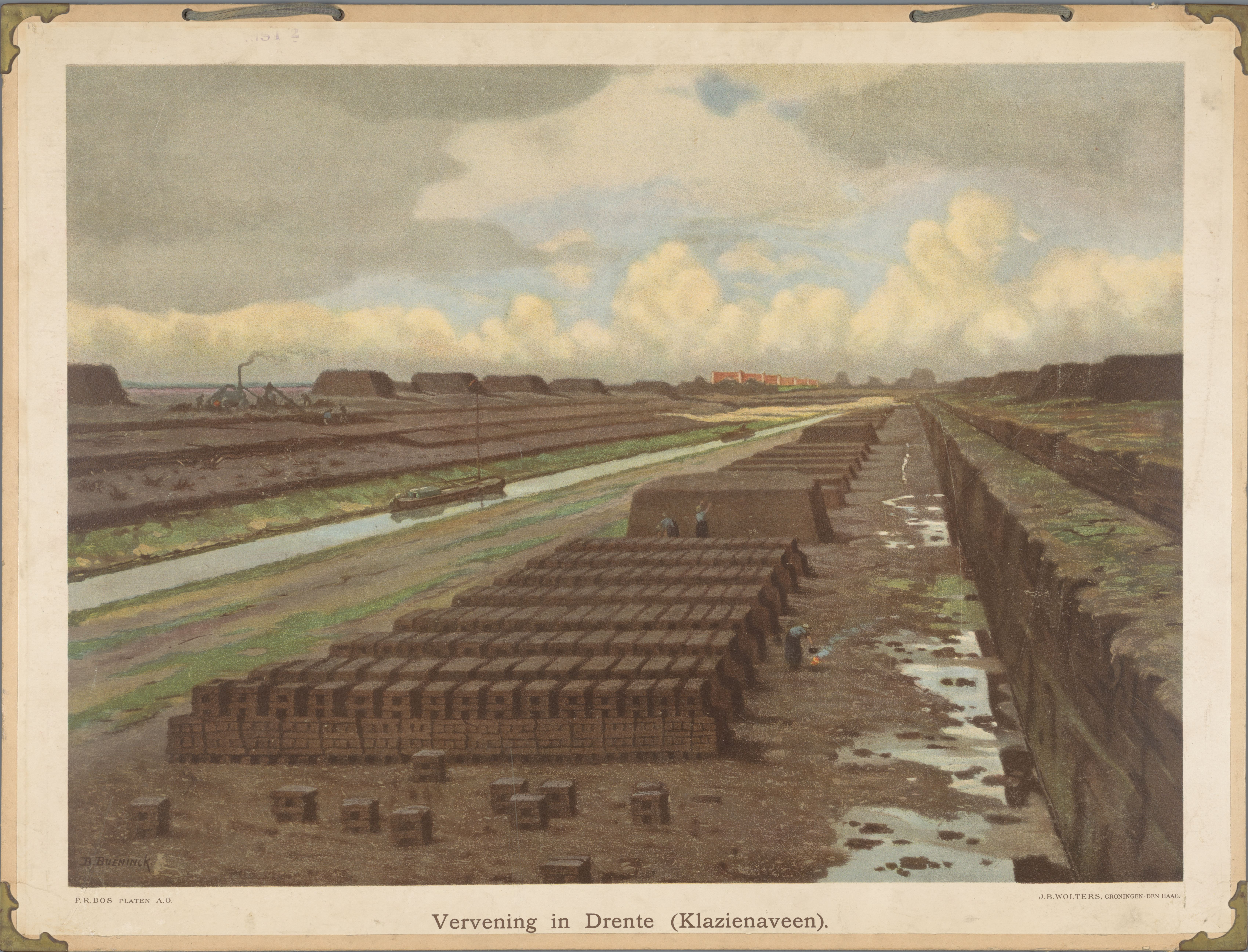
Turfwinning in Drenthe. Schoolplaat uit 1915.

De derde verhaallijn is die van de armoedige veenwerkers, waaronder zich één joodse familie bevindt, Bennemin. De joodse familie heeft met name contact met Anijs, ook omdat zij een jong kind hebben dat in de smaak valt bij de vrouw van Anijs. De vader van de joodse familie wil zijn oude viool verkopen en op die manier komt er weer contact tussen de twee neven Anijs en Vedder. Het reeds goed ontwikkelde spoorwegennet maakt dat een reis tussen Amsterdam en Hoogeveen niet veel langer duurt dan heden ten dage. De neven Anijs en Vedder bedenken een plan om de veenwerkers een beter bestaan te bieden. Met het kapitaal dat Vedder voor zijn huis wil bedingen zal Anijs de verarmde turfstekers uit Elim een betere toekomst bieden. Vanaf dat moment slaan de verhaallijnen ineen en houden beide hoofdpersonen elkaar onbedoeld vast in een wederzijdse wurggreep. Samen met Vedder ontwerpt Anijs een plan om de turfstekers via een zogenoemde factor, een bemiddelaar, te laten emigreren naar Amerika. Dat zou betaald moeten worden uit de opbrengst van het huis van Vedder. De turfstekers moeten een contract tekenen en de schuld later met rente terugbetalen. Een bemiddelaar wil de overtocht wat graag voorfinancieren. De techniek leerde Walter van zijn Amerikaanse neef Al Vedder, die een jaar lang incognito in het American Hotel verblijft. Vlak voor zijn vertrek koopt hij de viool uit Hoogeveen van de veenwerkersfamilie Bennemin voor 100 dollar.
Omdat Vedder zijn huis niet voor zijn hoofdprijs kwijt raakt, kan de bemiddelaar uiteindelijk niet betaald worden. De veenwerkers vertrekken echter wel per trein uit Hoogeveen naar Amsterdam en gaan daar aan boord per schip naar Amerika. Vedder verdrinkt in de rekeningen en komt letterlijk en figuurlijk om. Tijdens de feestelijke opening van het Victoria Hotel valt hij van zijn dak op een spandoek en neemt dit mee in zijn val. Hij breekt zijn nek als een gebroken man. De turfstekers komen wel in Amerika aan. De bemiddelaar, neef Al Vedder, blijkt dermate louche, dat de autoriteiten achter hem aangaan en niet achter het niet-betaalde passagegeld. De familie Bennemin neemt haar oorspronkelijke joodse naam Benjamin weer aan en vestigt zich in New York.
Apotheker Christof Anijs wordt door een achtergelaten bijenzwerm bij de verdwenen veenkolonisten aangevallen. Hij overleeft de aanval ternauwernood. In het ziekenhuis in Assen krijgt hij het finale aanbod van het Medisch Tuchtcollege om vrijwillig zijn beroep op te geven nu hij de beroepenscheiding tussen arts (diagnose) en apotheker (geneesmiddelenverkoper) te Elim heeft geschonden. Zoals dokter jonkheer Amshoff eerder al ter plekke verbouwereerd constateerde:
"Wel alle donders, u zit hier dus werkelijk op eigen gezag medicijnen op recept uit te delen en niet alleen maar drogisterijen... Wat is dit hier, theriac? Is daar geen diagnose voor nodig?"
Naast deze verhaallijnen is er nog de lijn van een soort aangenomen zoon Theo van de eveneens kinderloze Vedder. En de lijn van een andere waardevolle viool, eigendom van de gewiekste en onverstoorbare onderhandelaar namens het Victoria Hotel. Deze twee mannen hebben tevens een onderlinge relatie die niet expliciet duidelijk wordt.

## Duiding
Publieke Werken is een strak gecomponeerde historische roman. De alternerende vertelwijze door de twee neven  geeft de verraderlijke overgang te zien van inzicht naar verblinding en van erbarmen naar ijdelheid.
Anijs en Vedder zijn typische Rosenboom-personages: ze wanen zich superieur aan de maatschappelijke stand waartoe ze behoren, hunkeren naar erkenning door hoger geplaatsten, zijn bezeten van een ideaal waarvan de vervulling schijnbaar binnen handbereik ligt, maar dat mede door naïviteit en zelfoverschatting mislukt, tragisch en komisch tegelijk.
Stilistisch is de roman vernuftig geschreven. De schrijver gebruikt veel woorden en uitdrukkingen die in 1999 reeds lang in onbruik waren geraakt, maar hun betekenis laat zich in de meeste gevallen uitstekend uit de context afleiden.
De titel lijkt misleidend. Het centrale thema vormen private werken, namelijk de bouw van het Victoria Hotel te Amsterdam en de grootscheepse bemiddeling bij emigratie van verarmde veenwerkers. De hoofdpersoon Vedder, houdt zich als pseudoniem schrijver echter wel bezig met publieke werken, de infrastructuur die uit de grond wordt gestampt tijdens zijn leven, zoals het nieuwe Centraal Station in Amsterdam. Het boek handelt dan ook tevens over het effect dat de publieke werken hebben op het private leven.

## Verfilming
In 2015 is het boek verfilmd als Publieke Werken, onder regie van Joram Lürsen, naar een scenario van Frank Ketelaar De verfilming vond grotendeels in Hongarije plaats en kende een budget van bijna zes miljoen.